# Litauisches Betriebswirtschaftskolleg
Das Litauische Betriebswirtschaftskolleg (lit. Lietuvos verslo kolegija) ist eine private Hochschule in der Hafenstadt Klaipėda, der drittgrößten Stadt Litauens. Absolventen erhalten den Grad des Berufsbachelors. Das Studium dauert drei Jahre. Das Kolleg hat eine Filiale in Šiauliai.

## Geschichte
1994 wurde die Schule für Referenten von Dr. Angelė Lileikienė und Dr. Genovaitė Avižonienė gegründet. Damals gab es 35 Studenten. 1995 wurde die Schule für höhere Bildung berechtigt. 1997 gab es den ersten Absolventengang. 1998 gründete man die Filiale in Šiauliai. Im August 2001 wurde die Schule zu einer Hochschule. Später hieß sie Westlitauisches Betriebswirtschaftskolleg (Vakarų Lietuvos verslo kolegija).
2010 wurden die Berufsbachelor-Studien in neun Studiengängen durchgeführt: Recht, BWL, VWL, Handelsmanagement, Büro- und Unternehmensverwaltung, Angewandte Informatik,  Business-Management für Erholung und Tourismus, Construction Business Management und Rechnungswesen.

## Absolventen
- Valentinas Bukauskas (* 1962), Politiker, Mitglied des Seimas